# Železno jedro
Železno jedro je eden najpomembnejših delov električnih strojev, kjer služi kot material, po katerem se sklepa magnetni pretok.

## Sestava železnega jedra
Železo, ki se uporablja za pločevine za izdelavo jeder, je v bistvu zlitina železa in silicija. Silicij je dodan zato, ker zelo poveča specifično upornost, kar posledično zmanjša vrtinčne tokove in s tem  vrtinčne izgube. Vsak odstotek dodanega silicija poveča specifično upornost približno dvakrat, vendar zmanjšuje maksimalno gostoto magnetnega polja in povečuje krhkost samega materiala, zato odstotek dodanega silicija sega do 5 %. Vendar za specifično upornost jeder iz pločevine ni samo pomemben silicij, ampak je potrebno material dodatno obdelati v posebnih pečeh saj je pomembna tudi velikost in struktura zrna materiala.
Za enosmerne magnetne kroge je železno jedro narejeno iz enega dela, za izmenične pa je sestavljen iz medsebojno izoliranih lamel, kar tudi zmanjšuje izgube zaradi vrtinčnih tokov.

## Magnetne lastnosti pločevin
Ločimo dva tipa pločevin, ki se ločita po magnetnih lastnostih in namenu uporabe:
- Orientirana pločevina ima različne magnetne lastnosti v posameznih smereh (magnetna anizotropija), kar se doseže z valjanjem ali žarjenjem v magnetnem polju. Delež silicija v teh pločevinah je do 3 %. Najboljše magnetne lastnosti dosežemo v t. i. prednostni smeri. Uporablja se za izdelavo transformatorjev.

- Neorientirana pločevina je karseda magnetno izotropna, kar pomeni, da ima v vseh smereh enake magnetne lastnosti. Delež silicija sega od 0 do ~1,5 %. Uporablja se za rotacijske stroje.